# 先生!口裂け女です!
『先生！口裂け女です！』（せんせい くちさけおんなです）は、2023年の日本のアクション・ホラー映画。監督はナカモトユウ、主演は木戸大聖が務めている。

## あらすじ
高校生のタケシ（木戸大聖）とF1（上野凱）は、原付を盗んではレッドキング（島丈明）率いる不良軍団に売却することで稼いでいた。そこに千葉からの転校生アヤカ（黒崎レイナ）も加わることになり、3人は寂れたアパートに停めてあった原付を盗もうとしたが、持ち主と思しきマスク姿の女性（屋敷紘子）が現れ、3人はマスクの女性に追われることになる。盗んだスクーターとバイクで逃げる3人だったが、マスク姿の女性は匹敵する速度で走って追いかけてくる。タケシはマスクをした女性に捕まったタケシは、マスクを取った女性の口が左右に裂けているのを見る。
どうにかマスクの女性から逃げた3人は、あの女性が昭和の時代に都市伝説として伝えられていた「口裂け女」ではないかと考えた。また、高校では1年生の女子が行方不明になったという知らせが入り、タケシは口裂け女の仕業ではないかと推理した。タケシは、格闘技を習っている姉のカオリ（里々佳）を伴って、今度は4人であのアパート前に向かい「口裂け女」と対峙する。「口裂け女」は想像以上に強く、タケシはスクーターを返すと女性に約束することに。また、「口裂け女」は伝説の怪物などではなく、過去に恋人のDVにとって口を切られたのだと知る。なお、「口裂け女」も格闘技を習っており、恋人をボコボコにしたとのこと。タケシは「口裂け女」に弟子入りし、格闘技を習い始める。
夜中にレッドキングたちのアジトである倉庫に忍び込み、「口裂け女」のスクーターを取り戻したタケシだったが、不良軍団の一味に目撃され、翌日、倉庫に呼び出されたタケシは不良軍団に殴られた上に、50万円を要求された。
タケシは大型バイクを盗んで金を作ろうとするが、アヤカとF1には協力を断られ、単独で実行するも巧くいかずに、発見されて通報される。父に説教され、自宅謹慎するタケシのもとにアヤカがやってきて、レッドキングが「口裂け女」が女子高生誘拐の犯人だと画像付きでSNSに情報公開していることを告げる。タケシは「口裂け女」の疑いを晴らすため、真犯人を探すことに。タケシの担任教師サイトー（和田雅成）は、アヤカが千葉にいた頃にも千葉で教師をしており、千葉でも同じような女子高生の行方不明事件が起きていたことをアヤカが思い出した。サイトーを怪しんだタケシは、普段サイトーと仲がよく、タケシも気のあるリサに電話をしてみるが、リサはサイトーと映画を見に行って、今はサイトーの部屋にいるということだった。タケシはアヤカ、カオリと共にサイトーの部屋へ向かう。
F1も合流し、サイトーの留守中に部屋に忍び来こんだタケシたちは、行方不明の女子高生の死体と、監禁されていたリサを発見する。サイトーは部屋に戻るが、タケシたちを見て逃げ出した。そのとき、タケシのスマホにレッドキングからのメールが入る。タケシの父がレッドキングと話をつけようとして倉庫に向かい、逆に捕まってしまっていた。タケシとアヤカは父を救うために倉庫に行くが、返り討ちにされて捕まってしまう。そこへF1が呼んだ「口裂け女」が現れ、レッドキングや不良軍団を始末する。タケシが父を助け出すと「口裂け女」の姿はすでになかった。「口裂け女」は逃げたサイトーを追跡した上で殺害していた。「口裂け女」はいずこかへと姿を消した。
タケシは新聞配達のバイトを始め、まっとうな高校生活を送ることを決意する。

## キャスト
- タケシ - 木戸大聖[4]
- アヤカ - 黒崎レイナ[4]
- F1 - 上野凱[4]
- 口裂け女 - 屋敷紘子[5]
- 里々佳[3]
- 担任教師・サイトー - 和田雅成[6]
- 六平直政[3]
- 大迫茂生[3]

## スタッフ
- 監督・脚本 - ナカモトユウ
- アクション監督 - 川本耕史[7]
- 特殊メイクデザイン・特殊造形 - 藤原カクセイ[8]
- VFXスーパーバイザー - 神谷誠[8]

## 製作
都市伝説で知られる口裂け女を演じた屋敷紘子は2023年のインタビューで「自分の名刺代わりになる映画です。『屋敷紘子＝口裂け女』でもいい」と語っている。
木戸大聖は、本作が映画初主演となる。黒崎レイナと上野凱はオーディションを経ての配役である。
監督のナカモトユウは本作について「反ルッキズムが広がっている今、口が裂けてるから怪物扱いをするのはいかがなものかっていう、時代性を反映させたくて撮った」と述べている。

## 公開
2023年7月7日に日本全国で公開された。同年7月8日に池袋シネマ・ロサで開催された公開記念舞台挨拶には、監督のナカモトユウ、出演者の木戸大聖、黒崎レイナ、上野凱、和田雅成、屋敷紘子が登壇した。